# Voices (Tusse)
Voices è un singolo del cantante svedese Tusse, pubblicato il 27 febbraio 2021 su etichetta discografica Universal Music Sweden.

## Descrizione
Con Voices il cantante ha preso parte a Melodifestivalen 2021, la competizione canora svedese utilizzata come processo di selezione per l'Eurovision Song Contest 2021. Essendo risultato fra i due più votati dal pubblico tra i sette partecipanti alla sua semifinale, ha avuto accesso diretto alla finale del 13 marzo. Qui ha trionfato sia nel voto delle giurie internazionali che del pubblico svedese, diventando di diritto il rappresentante svedese sul palco eurovisivo a Rotterdam. Nel maggio successivo, dopo essersi qualificato dalla prima semifinale, Tusse si è esibito nella finale eurovisiva, dove si è piazzato al 14º posto su 26 partecipanti con 109 punti totalizzati.

## Tracce
Testi e musiche di Joy Deb, Linnea Deb, Jimmy "Joker" Thörnfeldt e Anderz Wrethov.
1. Voices – 3:04

## Classifiche

### Classifiche settimanali
| Classifica (2021) | Posizione massima |
| ----------------- | ----------------- |
| Belgio (Fiandre)  | 61                |
| Grecia            | 93                |
| Irlanda           | 99                |
| Islanda           | 8                 |
| Lituania          | 19                |
| Norvegia          | 11                |
| Paesi Bassi       | 56                |
| Svezia            | 1                 |
| Svizzera          | 66                |

### Classifiche di fine anno
| Classifica (2021) | Posizione |
| ----------------- | --------- |
| Svezia            | 11        |